# Raffinerie d'Ispahan
La raffinerie d'Ispahan (en persan : پالایشگاه اصفهان) est située à Ispahan dans la province de Ispahan.

## Production
La production est présentée par la NIORDC, responsable de son exploitation, comme atteignant 375 000 barils par jour.